# 日照市
日照市是中华人民共和国山东省下辖的地级市，位于山东省东南部，因“日出初光先照”而得名。市境北与青岛市、潍坊市相连，西和临沂市、南与江苏省连云港市毗邻，东濒黄海。地处鲁东丘陵区，地势北高东低，北部为五莲山。主要河流有沭河、潍河、傅疃河、潮白河、绣针河等，市人民政府驻东港区北京路198号。对外贸易和渔业是日照重要的经济组成部分，日照港是魯南沿海的重要港口。拥有全国文明城市、国家卫生城市等荣誉；举办过多次中国水上运动会，有“水上运动之都”之称。2022年山东省第25届运动会由日照市独立承办。

## 历史

### 先秦至晚清
早在原始社会时期(舊石器時代早中期 ），就有先民在这里繁衍生息，创造着自己的文化。据考古工作者考证，在莒县陵阳河、东港区两城镇等地，已发现了一些属于旧石器时代早中期（北京猿人时期）和新石器时代后期的大汶口文化遗存和山东龙山文化遗存。
夏、商时期，日照属东夷。《吕氏春秋·孝行览·首时》说，西周初年的著名人物姜太公是“东夷之士”。今秦楼街道冯家沟村东南有姜公台，传说即为太公钓鱼处遗址。《史记》亦说他是东海上人。《齐乘》说：“太公，海曲县东吕乡人”。
西周到战国前期，日照地属于莒国。鲁哀公二十二年（前473年），越王勾践灭吴，徙都琅琊（今琅琊镇），日照地归越。楚简王元年（前431年），楚灭莒，以莒为邑，日照地又属楚，后属齐。周赧王三十一年（前284年），燕将乐毅伐齐，入齐都临淄。齐王奔莒，莒人立齐王子法章为襄王。前270年，齐将田单破燕军，尽复齐失地，迎齐襄王回临淄。日照地属齐。前255年，楚又北侵，取鲁，封鲁君于莒。日照地亦为楚国所占。前223年，秦灭楚，日照地又归秦。秦始皇二十六年（前221年），秦统一中国，日照为莒县之东境，属琅琊郡。  
西汉时，日照地区始置县，名海曲，属徐州刺史部琅琊郡。汉元帝时，封城阳荒王子光为昆山侯。日照之西半境（今五莲县）属昆山侯国。东汉时，废昆山国，日照更名为西海县，属琅琊国。
三国魏时，废西海县，并入莒，属青州城阳郡。西晋初年，沿魏制。
宋明帝失淮北，日照地区随莒县归北魏南青州东莞郡（今沂水）。529年置梁乡县，故址今东港区两城镇，属胶州东武郡。北周改南青州为莒州，郡县仍旧。隋代日照地属琅琊郡莒县。  
唐代，日照地随莒县属河南道密州（高密郡）。五代因之。
北宋时，属京东东路密州。1087年，置日照镇，仍属莒县。日照之名始于此，有“日出初光先照”之意。后日照镇划入胶西县，改京东东路为山东东路。
金大定二十四年（1184年），升日照镇为县，仍名日照，县治于今日照城，属益都府莒州。
元代，日照县属中书省山东东西道益都路莒州。明初，日照属山东等处承宣布政使司青州府莒州。洪武年间，为防倭寇，于县之南境置安东卫。
1668年发生郯城大地震，临沂死亡5万人。
清初，沿明制。清雍正八年（1730年）升莒为直隶州。1734年置沂州府，降莒州为散州，日照属沂州府。乾隆七年（1742年）裁安东卫并入日照县，置安东卫巡检司。

### 中华民国
- 1913年2月，入胶东道。
- 1925年冬，改属琅琊道。
- 1928年，撤道制直属于山东省政府。
- 1936年2月，隶属山东省第三行政督察专员公署。抗日战争时期，國民政府日照县政府仍隶属该公署。
- 1940年3月16日，中共领导下的日照县抗日民主政府成立。
- 1941年1月，隶属莒、日、临、赣四县联合办事处，后四县联合办事处改为滨海各县行政联合办事处。
- 1941年8月，隶属滨海专员公署。
- 1944年6月，隶属滨海区滨中行署（三行署）。
- 1945年4月，滨海专员公署改为行政公署。
- 1946年7月，滨海行政公署改为滨海行政专员公署，日照属该署。
- 1948年8月，隶属鲁中南行政公署第六专署，次年7月改称滨海专署。

### 中华人民共和国
- 1950年日照划归沂水专署。1953年8月，又入胶州专署。1956年5月，改属临沂专署。
- 1979年，中国交通部等部委选定日照县南的“石臼所”，建设深水港——石臼港。深刻影响城市发展[4]。
- 1984年4月，临沂行署石臼港办事处建立。
- 1985年3月22日，经国务院批准，撤销日照县和石臼办事处改为日照市，仍隶属临沂行署，5月正式办公。
- 1989年6月12日，经国务院批准，日照市升格为地级市，11月5日对外正式办公。
- 1992年12月7日，日照市设区带县，将原属临沂地区的莒县和潍坊市的五莲县划归日照市，同时成立东港区。
- 1993年5月29日，设立岚山办事处，作为市政府派出机构；2004年，岚山办事处撤销，成立岚山区。
- 1993年8月20日，成立日照开发区，2002年2月更名为日照经济开发区；2010年4月，经国务院批准，日照经济技术开发区正式升级为国家级经济技术开发区，实行现行国家级开发区的政策。
- 1995年9月12日，省政府批复设立山海天旅游度假区。
- 2011年12月，设立日照国际海洋城工委、管委，作为行使市级管理权限的市委、市政府派出机构，并将涛雒镇整建制划归日照国际海洋城管理；同时设立日照国际海洋城投资公司，开展海洋城基础设施和公共设施的投资、建设、运营、维护。
- 2016年12月，撤销日照国际海洋城工委、管委。

## 地理
日照市位于山东省东南部黄海之滨，东经118°25′～119°39′，北纬35°04′～36°04′。东临黄海，西接临沂市，南与江苏省连云港市毗邻，北与青岛市、潍坊市接壤。南北长约82公里，东西宽约90公里，总面积5359平方公里。气候为半湿润的暖温带季风气候，大陆性较强，年平均气温12.6℃，最冷月1月月均温－0.3℃，最热月8月月均温25.7℃。年平均降水量874毫米。无霜期213天。境內地貌類型多樣，有平原、山丘、水域、濕地、海洋等豐富多樣的自然景觀。
日照市属鲁东丘陵，总的地势背山面海，中部高四周低，略向东南倾斜，山地、丘陵、平原相间分布。最高点为五莲县境内马耳山，海拔706米；最低点为东港区东海峪村，海拔1～1.5米。山地占总面积的17.5％，丘陵占57.2％，平原占25.3％。
境内河流纵横，分别归属沭河、潍河，除潍河流入渤海外，其余流入黄海。较大河流18条，总长461.4公里，流域面积5222.7平方公里。沭河发源于沂山南麓，境内段长76.5公里，流域面积1718.4平方公里；潍河贯穿五莲县、莒县，境内段长121.4公里，流域面积1350.2平方公里；傅疃河是唯一的境内大河，全长73.5公里，流域面积1060平方公里。 日照无天然湖泊。人工湖泊有日照、青峰岭、小仕阳３座大型水库和马陵、巨峰、户部岭、峤山等10座中型水库，总库容95913万立方米。 
日照海岸位于黄海中部，岬湾相连，北起甜水河口，南到绣针河口，全长99.6公里，属于比较平直的基岩沙砾质海岸。海岸线上有石臼湾、佛手湾两大天然港湾与日照港、岚山港组成的日照港群。近陆岛屿有桃花岛、出风岛；远有平岛、达山岛和车牛山岛组成的“前三岛”，面积0.321平方公里。沿海滩涂7.6万亩。浅海水域广阔，10米等深线面积有30万亩；20米等深线水域适宜养殖面积100万亩。海洋资源开发利用潜力很大。  
日照境内有大小山头4358座。西部为泰沂山脉系，大多呈东南、西北走向；北部山脉多呈南北和西南、东北走向；中南部有７条互不衔接的山脉，走向各异；东部属胶东丘陵。海拔500米以上的有39座。
| 日照市气象数据（1971年至2000年） | 日照市气象数据（1971年至2000年） | 日照市气象数据（1971年至2000年） | 日照市气象数据（1971年至2000年） | 日照市气象数据（1971年至2000年） | 日照市气象数据（1971年至2000年） | 日照市气象数据（1971年至2000年） | 日照市气象数据（1971年至2000年） | 日照市气象数据（1971年至2000年） | 日照市气象数据（1971年至2000年） | 日照市气象数据（1971年至2000年） | 日照市气象数据（1971年至2000年） | 日照市气象数据（1971年至2000年） | 日照市气象数据（1971年至2000年） |
| 月份                             | 1月                              | 2月                              | 3月                              | 4月                              | 5月                              | 6月                              | 7月                              | 8月                              | 9月                              | 10月                             | 11月                             | 12月                             | 全年                             |
| -------------------------------- | -------------------------------- | -------------------------------- | -------------------------------- | -------------------------------- | -------------------------------- | -------------------------------- | -------------------------------- | -------------------------------- | -------------------------------- | -------------------------------- | -------------------------------- | -------------------------------- | -------------------------------- |
| 历史最高温 °C（°F）              | 14.6 (58.3)                      | 19.0 (66.2)                      | 22.2 (72.0)                      | 31.1 (88.0)                      | 35.7 (96.3)                      | 38.3 (100.9)                     | 37.9 (100.2)                     | 35.4 (95.7)                      | 35.6 (96.1)                      | 30.2 (86.4)                      | 24.6 (76.3)                      | 17.9 (64.2)                      | 38.3 (100.9)                     |
| 平均高温 °C（°F）                | 3.7 (38.7)                       | 5.3 (41.5)                       | 9.4 (48.9)                       | 15.6 (60.1)                      | 20.8 (69.4)                      | 24.4 (75.9)                      | 27.7 (81.9)                      | 28.6 (83.5)                      | 25.5 (77.9)                      | 20.3 (68.5)                      | 13.0 (55.4)                      | 6.5 (43.7)                       | 16.7 (62.1)                      |
| 日均气温 °C（°F）                | −0.3 (31.5)                      | 1.2 (34.2)                       | 5.5 (41.9)                       | 11.5 (52.7)                      | 16.9 (62.4)                      | 21.2 (70.2)                      | 25.1 (77.2)                      | 25.7 (78.3)                      | 21.8 (71.2)                      | 16.0 (60.8)                      | 8.6 (47.5)                       | 2.2 (36.0)                       | 12.9 (55.3)                      |
| 平均低温 °C（°F）                | −3.7 (25.3)                      | −2.0 (28.4)                      | 2.2 (36.0)                       | 8.2 (46.8)                       | 13.6 (56.5)                      | 18.6 (65.5)                      | 22.8 (73.0)                      | 23.0 (73.4)                      | 18.1 (64.6)                      | 12.0 (53.6)                      | 4.8 (40.6)                       | −1.3 (29.7)                      | 9.7 (49.5)                       |
| 历史最低温 °C（°F）              | −13.8 (7.2)                      | −12.6 (9.3)                      | −7.1 (19.2)                      | −2.5 (27.5)                      | 5.9 (42.6)                       | 11.5 (52.7)                      | 14.9 (58.8)                      | 16.4 (61.5)                      | 9.4 (48.9)                       | 0.5 (32.9)                       | −7.2 (19.0)                      | −12.2 (10.0)                     | −13.8 (7.2)                      |
| 平均降水量 mm（）                | 13.5 (0.53)                      | 17.8 (0.70)                      | 25.2 (0.99)                      | 41.4 (1.63)                      | 66.4 (2.61)                      | 102.1 (4.02)                     | 188.8 (7.43)                     | 161.7 (6.37)                     | 78.0 (3.07)                      | 48.4 (1.91)                      | 29.9 (1.18)                      | 11.3 (0.44)                      | 784.5 (30.88)                    |
| 平均降水天数（≥ 0.1 mm）         | 3.3                              | 4.2                              | 5.4                              | 6.9                              | 8.3                              | 9.1                              | 13.6                             | 11.0                             | 7.5                              | 6.1                              | 5.1                              | 3.3                              | 83.8                             |
| 来源：中国天气网                 |                                  |                                  |                                  |                                  |                                  |                                  |                                  |                                  |                                  |                                  |                                  |                                  |                                  |

## 政治

### 现任领导
| 机构     | · 中国共产党 · 日照市委员会 | 日照市人民代表大会 常务委员会 | 日照市人民政府    | · 中国人民政治协商会议 · 日照市委员会 |
| 职务     | 书记                        | 主任                          | 市长              | 主席                                  |
| -------- | --------------------------- | ----------------------------- | ----------------- | ------------------------------------- |
| 姓名     | 李在武                      | 贾刚                          | 王新生            | 杨留星                                |
| 民族     | 汉族                        | 汉族                          | 汉族              | 汉族                                  |
| 籍贯     | 山东省济南市                | 山东省博兴县                  | 山东省平度市      | 山东省嘉祥县                          |
| 出生日期 | 1970年8月（54歲）           | 1969年5月（55—56歲）          | 1973年8月（51歲） | 1969年3月（56歲）                     |
| 就任日期 | 2023年7月                   | 2025年1月                     | 2023年7月         | 2022年2月                             |

### 历任领导
| 市委书记 - 王树文（1989年10月－1995年6月） - 尹忠显（1995年6月－1998年6月） - 焉荣竹（1998年6月－2001年6月） - 夏耕（2001年6月－2002年12月） - 李兆前（2002年12月－2008年1月） - 杨军（2008年2月－2016年9月） - 刘星泰（2016年9月－2018年1月） - 齐家滨（2018年4月－2019年12月） - 张惠（2019年12月－2023年7月） - 李在武（2023年7月－） | 市长 - 王家政（1989年10月－1993年3月） - 尹忠显（1993年3月－1995年6月） - 班开庆（1995年6月－1997年12月） - 焉荣竹（1997年12月－1998年6月） - 杨庆文（1998年6月－2000年1月） - 夏耕（2000年1月－2001年6月） - 李兆前（2001年6月－2002年12月） - 于建成（2002年12月－2006年2月） - 杨军（2006年2月－2008年2月） - 赵效为（2008年2月－2011年2月） - 李同道（2011年2月－2015年2月） - 刘星泰（2015年2月－2016年9月） - 齐家滨（2016年9月－2018年7月） - 李永红（2018年7月－2020年8月） - 李在武（2020年11月－2023年7月） - 王新生（2023年7月－） |

### 行政区划
日照市现辖2个市辖区、2个县。
- 市辖区：东港区、岚山区
- 县：五莲县、莒县

日照经济技术开发区为日照市设立的国家级经济技术开发区。

## 人口
2022年末，全市户籍总人口307.91万人 ，比上年末减少1.64万人。 其中，城镇居民人口151.92万人。
根据2020年第七次全国人口普查，全市常住人口为2,968,365人。同第六次全国人口普查的2,801,013人相比，十年共增加了167,352人，增长5.97%，年平均增长率为0.58%。其中，男性人口为1,509,556人，占总人口的50.85%；女性人口为1,458,809人，占总人口的49.15%。总人口性别比（以女性为100）为103.48。0－14岁的人口为544,955人，占总人口的18.36%；15－59岁的人口为1,757,495人，占总人口的59.21%；60岁及以上的人口为665,915人，占总人口的22.43%，其中65岁及以上的人口为475,835人，占总人口的16.03%。居住在城镇的人口为1,814,663人，占总人口的61.13%；居住在乡村的人口为1,153,702人，占总人口的38.87%。

### 民族
全市常住人口中，汉族人口为2,959,575人，占99.7%；各少数民族人口为8,790人，占0.3%。与2010年第六次全国人口普查相比，汉族人口增加162,930人，增长5.83%，占总人口比例下降0.14个百分点；各少数民族人口增加4,422人，增长101.24%，占总人口比例增加0.14个百分点。

## 经济

### 农业
省内粮油、水产育苗和生猪基地。沿海盛产80余种经济鱼类、虾、扇贝、西施舌等海珍品。

### 工业
钢铁、造纸、轻工、纺织、机械、化工、电力、建材、食品、盐业等。
- 2006年，韩国现代汽车集团的发动机工厂落户于日照经济技术开发区。

## 交通
- 海运：分布有全天候作业的日照港（包括石臼港区和岚山港区）。
- 铁路：兖石铁路和坪岚铁路横贯境内，兖石铁路在兖州与中国南北干线津浦铁路相交；胶新铁路经过五莲县、莒县；青岛至盐城铁路经过日照；日兰高速铁路（鲁南高铁）始发站。
- 公路：多条国道、省道经过日照； 同三高速、日东高速在这里交汇；规划日照－枣庄等高速公路，日照-潍坊高速公路已通车。 228国道过境。
- 航空：日照山字河国际机场于2015年12月22日通航投入使用；开通日照到国内主要城市航班，已开通日照－韩国航线。

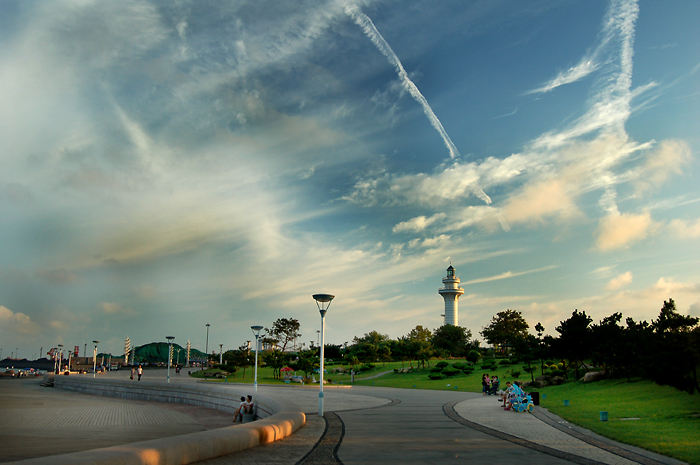
日照灯塔景区

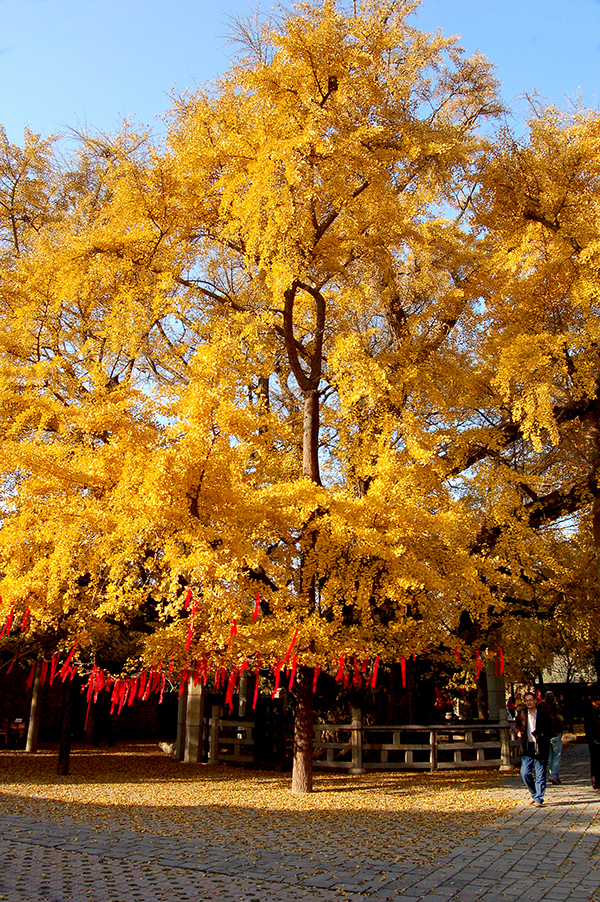
浮来山秋景

## 社会

### 教育
公办高校：
- 曲阜师范大学日照校区
- 山东体育学院日照校区
- 济宁医学院日照校区
- 日照职业技术学院
- 山东水利职业学院

民办高校：
- 山东外国语职业技术大学
- 日照航海工程职业学院

普通高中：
- 日照一中
- 日照实验高中
- 日照海曲高中
- 日照黄海高中
- 岚山一中
- 日照三中
- 莒县一中
- 莒县文心高中
- 莒县二中
- 莒县四中
- 莒县实验高中
- 五莲一中
- 五莲中学（原五莲三中）
- 民办：日照香河实验学校（高中部）、日照山海中学、日照青山学校

中职：
- 日照市技师学院

### 体育
日照是中国“水上运动之都”。
- 2004年7月，日照奥林匹克水上公园建成启用，設有灯塔广场、世帆赛基地、万平口生态广场、水上运动基地。[16]
- 2005年，举办国际欧洲级帆船世界锦标赛、世界帆板锦标赛。
- 2006年，举办国际470级帆船世界锦标赛。
- 2007年、2010年，举办中国水上运动会。
- 2019年，第25届山东省运动会开幕式主会场所在地——日照奎山体育中心正式开工[17]。
- 2020年，日照国际足球中心项目正在有序推进。

### 媒体
- 《日照日报》：1988年1月1日创刊，中共日照市委机关报。
- 《黄海晨刊》：创刊于2003年，日照日报社主办。
- 日照市广播电视台/日照市广播影视集团：广播业务于1991年开始播音，电视业务于同年开播。1995年开办第二套节目“日照广播电视台交通生活广播”(当时称为日照人民广播电台经济生活·服务广播，又称“日照经广”)，21世纪初·2002年整合日照市内1家电台及3家电视台并改制为日照广播电视台。2005年开办第三套广播节目“日照广播电视台音乐广播”(当时称为日照广播电视台文艺体育广播/日照广播电视台文体广播、2014年转型为音乐电台并更名至今。2015年起因“日照山字河机场”建设需要(无线电系统)，频率从调频104MHz更改为调频93.4MHz)。2013年1月11日，日照市第一家全媒体文化产业集团日照市广播影视集团成立，实行“一个机构，两块牌子”制至今。

### 医疗卫生
- 日照市人民医院
- 日照市中医医院
- 日照市中心医院
- 岚山区人民医院
- 莒县人民医院
- 莒县中医医院
- 五莲县人民医院
- 五莲县中医医院
- 五莲县康复医院

### 城市荣誉
日照是国家循环经济试点城市、中国优秀旅游城市、优秀旅游目的地、中国环保模范城市、国家卫生城市和国家园林城市等；
- 2007年，由于在太阳能、沼气等清洁能源推广使用领域中取得的杰出成就，获世界清洁能源奖；

- 2008年2月，加入联合国环境规划署气候中和网络，成为该网络首个中国先驱城市；

- 2009年10月，因出色的人居环境和生态环境规划而获得联合国人居署颁发的2009年度“联合国人居奖”，是中国第十一个获该奖的城市。

## 旅游

### 著名景区
- 万平口风景区
- 花仙子风景区
- 竹洞天风景区
- 沁园春风景区
- 刘家湾赶海园
- 磴山风景区
- 马亓山风景区
- 浮来山风景区
- 五莲山风景区
- 日照海滨国家森林公园
- 九仙山风景区、龙门崮风景区

### 名胜古迹
- 刘勰故里：山东莒县浮来山定林寺，相传始建于南北朝，今存建筑为清代重修。主要建筑有大佛殿、三教堂、校经楼等。校经楼原名毗卢阁，相传为刘勰校阅经籍处，寺前有巨石，上镌“象山树”三字，落款为“隐士慧地题”，传即刘勰所书。其所撰《文心雕龙》一书，为中国古代文学理论名著。
- 五莲山：位于五莲县境内，环境优美。苏子曾有诗云：奇秀不减雁荡。
- 九仙山：位于五莲县境内，与五莲山隔壑相峙，素以“奇如黄山，秀如泰山，险如华山”而著称。
- 浮来山：位于莒县境内，山上有刘勰出家的定林寺和编写校订《文心雕龙》的校经楼；定林寺内传说已有三千多年历史的古银杏树被誉为“天下银杏第一树”。

### 全国重点文物保护单位
- 丹土遗址
- 两城镇遗址
- 大朱家村遗址
- 杭头遗址
- 尧王城遗址、东海峪遗址

## 对外交流

### 姊妹城市
- 土耳其特拉布松（1991年12月23日）
- 新西兰吉斯伯恩（1996年8月3日）
- 日本室蘭市（2002年7月26日）
- 墨西哥誇察爾科斯（2005年11月24日）
- 唐津郡（2003年10月25日）
- 土库曼纳巴特（2003年10月25日）
- 法國旺多姆（2018年9月12日）[18]